# آسیه‌خانم

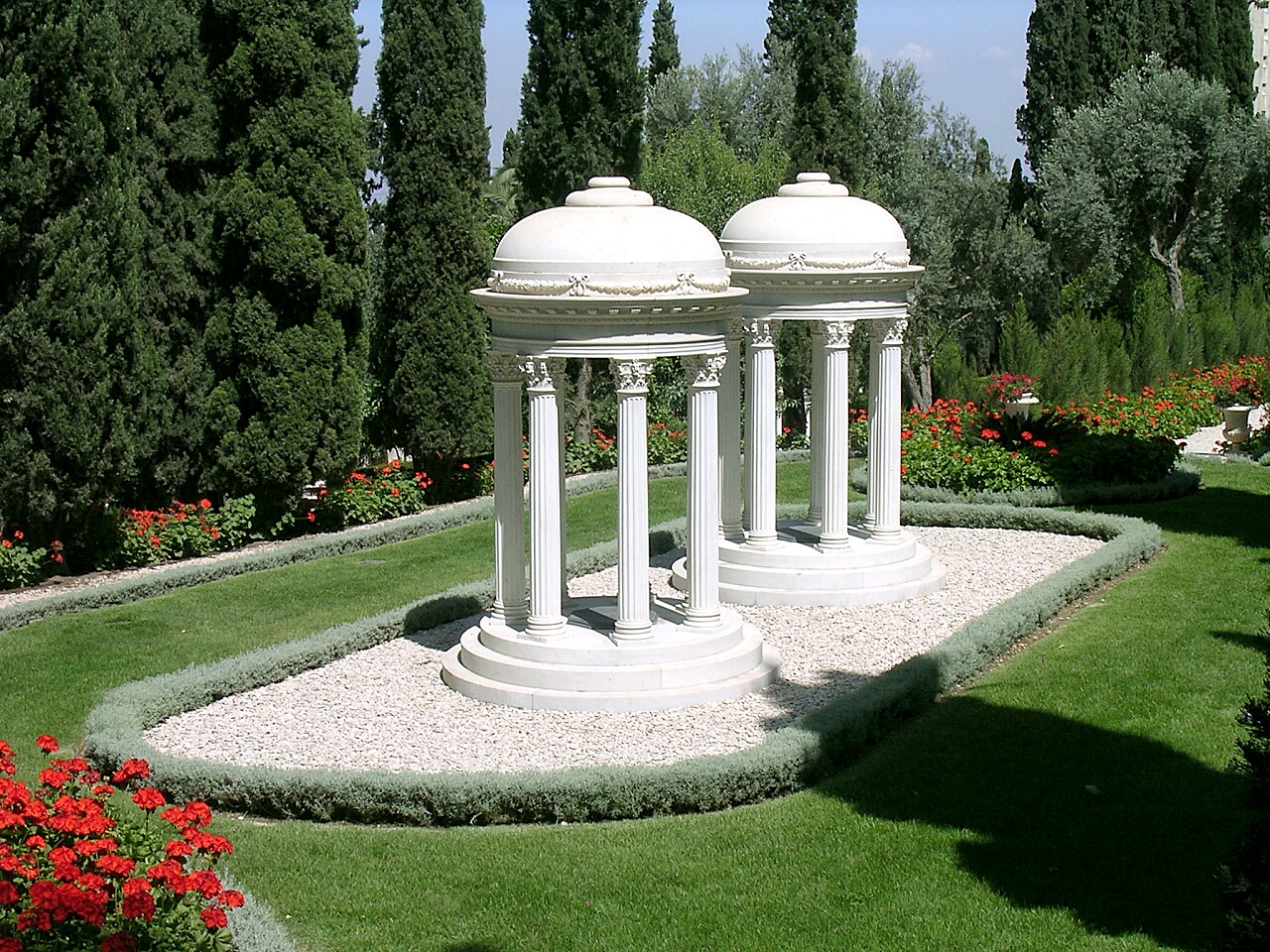
آرامگاه آسیه‌خانم و پسرش غُصنِ اَطهَر در مرکز جهانی بهایی.

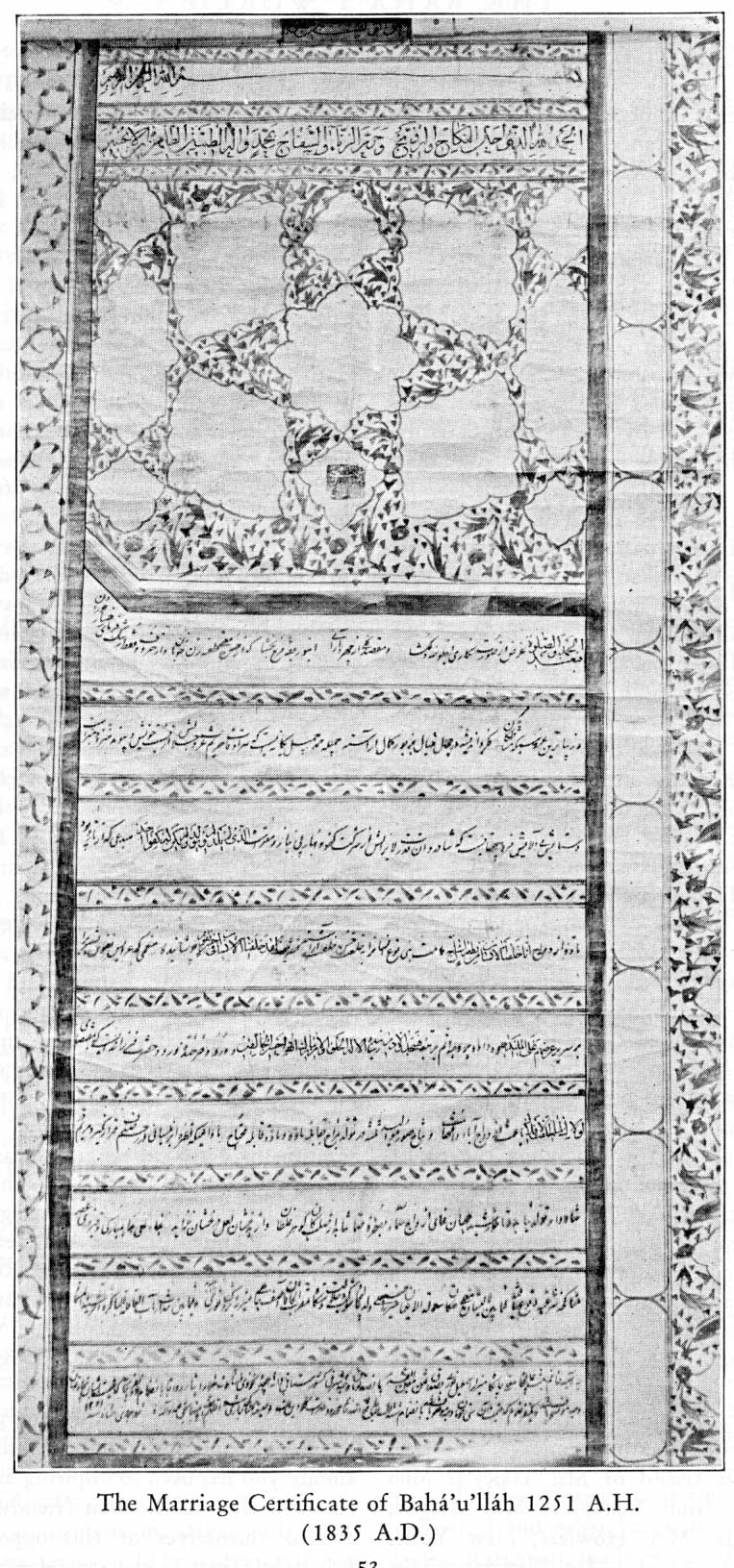
عقدنامهٔ ازدواج بهاءالله و آسیه‌خانم.

آسیه‌خانم (زادهٔ ۱۸۲۰ م.در  یال‌رود ایران قاجاری - در گذشته ۱۸۸۶ م. در عکا امپراتوری عثمانی  ) ملقب به نواب، همسر اول بهاءالله و مادر عبدُالبهاء، ورقهٔ عُلیا و غُصنِ اَطهَر بود. وی دختر اسماعیل وزیر یال‌رودی بود. آسیه‌خانم در سال ۱۸۸۶ میلادی در عکا درگذشت و در باغ‌های بهائی در کوه کرمل دفن شد.
سوزان استایلزمنک و ارویند شارما از آسیه‌خانم، دخترش بهیه‌خانم و طاهره قرةالعین به عنوان «سه زن مهم در آیین بهائی» یاد کرده‌اند.